# The Last Five Years
The Last Five Years è un musical con musiche, parole e libretto di Jason Robert Brown, debuttato nell'Off Broadway nel 2002.
Il musical racconta la storia (fortemente autobiografica) di un matrimonio fallito e Theresa O'Neill, la prima moglie di Brown, ha minacciato di fare causa qualora alcuni punti della storia non fossero stati modificati.

## Trama
Il matrimonio di Kathy e Jamie si è concluso dopo cinque anni e ai due non resta che ricordare il tempo tascorso insieme: dai sogni di alcuni anni prima al successo di Jamie come scrittore, dai tradimenti di Jamie ai fallimenti di Kathy, incapace di perdonare al marito il successo che lei non riesce a conquistare. Così, dalla fine del loro rapporto, ripercorrono gli ultimi cinque anni delle loro vite, per vedere cosa è andato storto.

## Brani musicali
- "Still Hurting" - Cathy
- "Shiksa Goddess" - Jamie
- "See I'm Smiling" - Cathy
- "Moving Too Fast" - Jamie
- "I'm A Part of That" - Cathy
- "The Schmuel Song" - Jamie
- "A Summer in Ohio" - Cathy
- "The Next Ten Minutes" - Jamie & Cathy
- "A Miracle Would Happen/When You Come Home to Me" - Jamie/Cathy
- "Climbing Uphill/Audition Sequence" - Cathy
- "If I Didn't Believe in You" - Jamie
- "I Can Do Better Than That" - Cathy
- "Nobody Needs to Know" - Jamie
- "Goodbye Until Tomorrow/I Could Never Rescue You" - Jamie & Cathy

## Produzioni principali e cast
|       | Chicago, 2001    | Off Broadway, 2002 | Londra, 2006   | Colorado, 2007 | Edimburgo, 2008 | New York, 2013 | Greenwich, 2014 | Film, 2014    | Dublino, 2015 | Londra, 2016    | Broadway, 2025  |
| ----- | ---------------- | ------------------ | -------------- | -------------- | --------------- | -------------- | --------------- | ------------- | ------------- | --------------- | --------------- |
| Jamie | Norbert Leo Butz | Norbert Leo Butz   | Damian Humbley | Hadley Fraser  | Nadim Naaman    | Adam Kantor    | Jon Robyns      | Jeremy Jordan | Fra Fee       | Jonathan Bailey | Nick Jonas      |
| Cathy | Lauren Kennedy   | Sherie Rene Scott  | Lara Pulver    | Paige Price    | Hannah Wilding  | Betsy Wolfe    | Danielle Hope   | Anna Kendrick | Amy Lennox    | Samantha Barks  | Adrienne Warren |

## Adattamento cinematografico
Nel 2014 il regista Richard LaGravenese ha diretto l'adattamento cinematografico del musical, con Jeremy Jordan nel ruolo di Jamie e Anna Kendrick nel ruolo di Cathy. Hanno recitato nel film in ruoli minori anche il compositore Jason Robert Brown e Sherie Rene Scott, la prima Cathy a New York.

## Premi e nomination
| Anno | Premio            | Categoria                     | Nominato             | Risultato       |
| ---- | ----------------- | ----------------------------- | -------------------- | --------------- |
| 2002 | Drama Desk Awards | Miglior musical               | Miglior musical      | Candidato/a     |
| 2002 | Drama Desk Awards | Miglior colonna sonora        | Jason Robert Brown   | Vincitore/trice |
| 2002 | Drama Desk Awards | Migliori parole               | Jason Robert Brown   | Vincitore/trice |
| 2002 | Drama Desk Awards | Miglior attrice in un musical | Sherie Rene Scott    | Candidato/a     |
| 2002 | Drama Desk Awards | Miglior attore in un musical  | Norbert Leo Butz     | Candidato/a     |
| 2002 | Drama Desk Awards | Miglior regia                 | Daisy Prince         | Candidato/a     |
| 2002 | Drama Desk Awards | Migliori scenografie          | Migliori scenografie | Candidato/a     |